# Centre international d'art contemporain
 (mars 2018).
 (mars 2018).
Le Centre international d'art contemporain (CIAC) a été créé en 1998, à Carros, dans les Alpes-Maritimes (France), sur le site d'un château du XIIe siècle. Les lieux associent l'histoire à l'art et présentent des œuvres contemporaines : sculptures, tableaux, représentations à partir d'objets.

## Présentation

### Localisation
Le Centre international d'art contemporain se situe à Carros dans les Alpes-Maritimes en France. Il s'étend sur 900 m2 et comprend douze salles d'expositions.

### Histoire du CIAC
Le château sur lequel est construit le centre a été construit par la famille de Rostaing de Carros. Au XIVe siècle, deux tours ont été ajoutés pour anoblir l'esthétique des lieux, elles surplombent la route. Après la mort de Louis XVI, Claude de Bonaventure de Blacas abandonna le château qui fit l'objet de pillage. Après la Révolution Française, la demeure fut revendue à des particuliers. Ce n'est que dans les années 60, que d'importants travaux ont été entrepris à la demande de l'association de sauvegarde des sites et monuments de Carros afin de restaurer l'édifice. C'est en 1998, que le Centre international d'art contemporain est créé sur une surface de 400 m2. 
Entre 2008 et 2010, des travaux d'aménagement de l'aile ouest du CIAC sont réalisés afin de créer de nouvelles salles d'exposition. On en dénombre aujourd'hui douze.

## Les collections

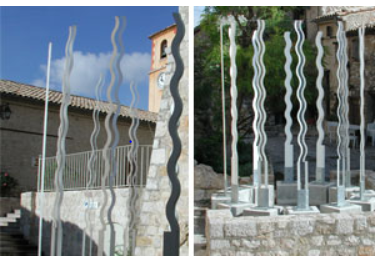
Douze stèles de Hans Hunold (2000).

Le CIAC détient plus de 1 700 oeuvres dans son fonds. Elles retracent l'art des dernières années dans la région. Les collections sont issues le plus souvent de legs et donations. André Verdet a notamment fait don de plus de 130 pièces d'artistes. Certains artistes ayant exposé au CIAC ont également fait don de leurs œuvres dont le plus important est celui de Marcel Alocco, qui a donné l'ensemble de ses œuvres au centre. 
Le fonds permanent est situé au dernier étage du château. En 2000, Hans Hunold y a placé Douze stèles ainsi qu'une tour composée de douze vagues en verre acrylique et bois peint.
Environ trois expositions ont lieu chaque année dans les locaux.

## Les Services
Outre ses expositions, le CIAC propose différentes animations aux visiteurs : des ateliers d'arts plastiques, des rencontres avec les artistes ou encore l'accueil d'élèves dans le cadre de la préparation de dossiers pédagogiques. Le CIAC fait aussi office de résidence d'artistes-peintres.  
Un centre de documentation, accessible à tous, dispose d'un fonds de plus de 7 000 documents en rapport avec l'art contemporain : périodiques, catalogues et monographies.